# Madouba
Madouba è un dipartimento del Burkina Faso classificato come comune, situato nella provincia  di Kossi, facente parte della Regione di Boucle du Mouhoun.
Il dipartimento si compone del capoluogo e di altri 9 villaggi: Bankoumani,  Bokuy, Dina, Kiko, Kolokan, Pia n°2, Poro, Touba e Yourouna.